# David Cabrera
David Cabrera Pujol (7 de septiembre de 1989, Ciudad de México) es un exfutbolista mexicano que jugaba como mediocampista y su último equipo fue el Querétaro Fútbol Club de la Primera División de México

## Trayectoria

### Inicios
En el año 1999 realizó pruebas para ingresar a las fuerzas básicas del América, sin embargo fue rechazado por parte de los visores de las águilas, posteriormente en el año 2002 ingresó a las fuerzas básicas de los Pumas.

### Club Universidad Nacional
Para el Clausura 2007, fue visoriado por Ricardo Ferretti que lo invitó a realizar pretemporada con el primer equipo, sin embargo debido a su corta edad no fue registrado con el primer equipo.
Para el Apertura 2008, fue registrado con el primer equipo de los Pumas. Debutó en la primera división el 24 de agosto de 2008 en un Pumas 3-1 Pachuca, casualmente el mismo día del debut de su compañero y amigo Javier Cortés ingresando en el minuto 90 sustituyendo a Fernando Morales. Ha sido campeón 2 veces con el Club Universidad Nacional, conseguidos en el 2009 y en el clausura 2011.

### Monarcas Morelia
El 18 de mayo de 2016, se oficializa su traspaso al Monarcas Morelia en calidad de préstamo por 1 año con opción a compra, convirtiéndose en el segundo refuerzo de cara al Apertura 2016. Debuta con el equipo de la monarquía el 16 de julio de 2016, en la derrota de 2 a 0 ante el Club Tijuana.

### Club Universidad Nacional (Segunda Etapa)
El 3 de julio de 2017, se oficializa su regresó a los Pumas por petición del técnico Francisco Palencia, convirtiéndose en el primer refuerzo de cara al Apertura 2017.

## Selección nacional

### Sub-22
En abril de 2011, tras sus buenas actuaciones con los Pumas fue convocado por Luis Fernando Tena, para disputar partidos amistosos contra el Pachuca y Toluca, además de otros encuentros con otras selecciones rumbo a la Copa América 2011 celebrada en Argentina.

### Selección absoluta
En junio de 2011, había quedado en la lista final de 23 jugadores que disputarían la Copa América 2011, sin embargo fue dado de baja, debido al incidente en el hotel donde fueron víctimas de un robo por parte de unas chicas que robaron en el hotel de concentración.

## Palmarés

### Campeonatos nacionales
| Título  | Club | País   | Año  |
| ------- | ---- | ------ | ---- |
| Liga MX | UNAM | México | 2009 |
| Liga MX | UNAM | México | 2011 |